# Sukob civilizacija
Sukob civilizacija je hipoteza prema kojoj će nakon završetka Hladnog rata glavni izvor sukoba u svetu biti ljudski kulturni i religiozni identiteti. Američki politikolog Semjuel P. Hantington je tvrdio da se ratovi u budućnosti neće voditi između zemalja već između kultura i da će islamski ekstremizam biti glavna pretnja miru svetu. Ovu hipotezu je izneo na predavanju 1992. godine  u Američkom institutu koju je zatim razvio 1993. godine u članku pod nazivom „Sukob civilizacija” , u časopisu Forin afers kao kritiku na knjigu,,Kraj istorije i poslednji čovek” njegovog bivšeg studenta Frensisa Fukujame. Hantington je svoju tezu kasnije proširio 1996. u knjizi „Sukob civilizacija i preoblikovanje svetskog poretka”.
Samu frazu je ranije koristio Alber Kami 1946. godine , i Bernar Luis u članku u septembru 1990.godine The Atlantic Monthly pod nazivom "Koreni muslimanskog besa". Fraza se javlja čak i ranije 1926. godine u knjizi o Bliskom istoku autora Bazil Metjua:,,Seoba mladog Islama: Studije sukoba civilizacija". Ovaj izraz potiče od „sukob kultura” koji je već korišćen tokom kolonijalnog perioda i Lepe epohe.
Hantington je počeo svoje razmišljanje tako što su teoretičari i pisci tvrdili da su ljudska prava, liberalna demokratija i kapitalizam postali jedina preostala ideološka alternativa za nacije koje su ostale u posthladnoratovskom svetu. Posebno je Fransis Fukujama tvrdio da je svet doživeo kraj istorije u Hegelovom smislu. Hantington je verovao da se era ideologije završila i da se svet samo vratio u normalno stanje koje je bilo okarakterisano kulturnim konfliktima. On je u svojoj tezi tvrdio da će glavna osa sukoba u budućnosti biti uz kulturne linije. Kao dodatak, on je postavio da će koncept različitih civilizacija, kao najviši nivo kulturnog identiteta postati sve više koristan u analiziranju potencijala za konflikt. Na kraju njegovog članka „Foreign affairs” iz 1993., „Sukob civilizacija“ Hantington piše: „To nije za odbranu želje sukoba između civilizacija. To je za postavljanje opisnih hipoteza kako bi budućnost mogla izgledati.”
Dodatno, sukob civilizacija za Hantingtona, predstavlja razvoj istorije. U prošlosti svet istorije je većinom bio o borbama između monarhija, nacija i ideologija, kao što se moglo uočiti unutar Zapadne civilizacije ali pre završetka Hladnog rata, svet politike je ušao u novu fazu, u kojoj ne-Zapadne civilizacije više nisu eksploatisani primaoci Zapadne civilizacije ali su postali važni dodatni učesnici koji se pridružuju Zapadu kako bi uokvirili i pomerili svetsku istoriju.

## Glavne civilizacije prema Hantingtonu
Hantington je u svojoj tezi podelio svet u velike civilizacije kao što su: 
- Zapadna civilizacija, uključujući SAD i Kanadu, zapadnu i centralnu Evropu, Australiju i Okeaniju. Bilo da su Latinska Amerika i bivše države članice Sovjetskog Saveza uključene, ili su umesto toga njihove odvojene civilizacije, u budućnosti će biti bitne za razmatranje za ove regione prema Hantigtonu. Tradicionalni pogled Zapada indentifikuje Zapadnu civilizaciju sa zapadno hrišćanskim (katoličkim i protestantskim) zemljama i kulturama.[9]
- Latinska Amerika. Uključuje centralnu Ameriku, Južnu Ameriku (neuključujući Gvajanu, Surinam i Francusku Gvajanu), Kubu, Dominikanskau Republiku i Meksiko. Mogu se smatrati delom Zapadne civilizacije. Mnogi ljudi u Južnoj Americi i Meksiku smatraju sebe za punopravne članove Zapadne civilizacije (beli Latinoamerikanci).
- Pravoslavni svet bivšeg Sovjetskog Saveza, bivše Jugoslavije, Bugarske, Kipra, Grčke i Rumunije.
  - Države sa nepravoslavnom većinom su uglavnom isključene, na primer muslimanski Azerbejdžan i muslimanska Albanija i većina centralne Azije, kao i većina muslimanskih regiona na Balkanu, i regioni gde se nalazi evropeidna rasa i centralne ruske regije kao što su Tatarstan i Baškortostan, katolička Slovenija i Hrvatska, protestanske i katoličke baltičke zemlje. Kako god, Jermenija je uključena, uprkos dominantnoj veri, Jermenska apostolska crkva, kao deo orijentalnog pravoslavlja, a ne Istočne pravoslavne crkve, i Kazahstan je takođe uključen, uprkos svojoj dominantnoj veri, sunizmu.
- Istočni svet predstavlja miks budističkih, kineskih, hinduističkih i japanskih civilizacija.
  - Budistička područja Butana, Kambodže, Laosa, Mongolije, Majnarama, Šrilanke i Tajlanda se smatraju odvojenim od ostalih civilizacija, ali Hantington veruje da one ne čine velike civilizacije u smislu međunarodnih sukoba.
  - Konfučijanska civilizacija Kine, Koreje, Singapura, Tajvana i Vijetnama. Ova grupa takođe uključuje kinesku dijasporu, pogotovo ona koja je u srodstvu sa najjužnijom Azijom.
  - Hinduistička civilizacija, kratko locirana u Indiji, Butanu i Nepalu, a zatim kulturno čvrsto pripojena od strane globalne indijske dijaspore.
  - Japan, se smatra kao hibrid kineske civilizacije i starijih altajskih civilizacija.
- Muslimanski svet širokog bliskog Istoka, (ne uključujući Jermeniju, Kipar, Etiopiju, Gruziju, Izrael, Maltu i Južni Sudan), severnog dela Zapadne Afrike, Albanije, Bangladeša, dela Bosne i Hercegovine, Bruneja, Komora, Indonezije, Malezije i Maldiva.
- Civilizacija Podsaharske Afrike smeštena u Južnoj Africi, srednjoj Africi(ne uključujući Čad), Istočnoj Africi (ne uključujući Etiopiju, Komori, Mauricijus, i Svahilske obale Kenije i Tanzanije), Zelenortskim Ostrvima, Gani, Obali Slonovače, Liberiji, i Sijera Leoneu. Hantigton je smatra mogućom osmom civilizacije.
- Umesto pripadanja nekim od velikih civilizacija, Etiopija i Haiti su označeni kao samostalne zemlje. Izrael se može smatrati jedinstvenom državom sa svojom civilizacijom, Hantigton govori, ali onom koja je veoma slična Zapadu. Hantigton takođe veruje da teritorije na Karibima u kojima je zvanični jezik engleski, bivše britanske kolonije, se sastoji od jasnih entiteta.
- Tu su i druge zemlje koje se smatraju separatističkim zemljama zato što sadrže velike grupe ljudi koje se indentifikuju sa odvojenim civilizacijama. Primeri uključuju Ukrajinu(podeljenu između istočne i katolične crkve-koja dominira zapadnim delom, i pravoslavlja- koje dominira na istoku), Francusku Gvajanu (podeljena između Latinske Amerike i Zapada), Benin, Čad, Kenija, Nigerija, Tanzanija, Togo, (sve podeljene između islama i podsaharske Afrike), Gvajana i Surinam (između hinduizma i podsaharske Afrike) Šri Lanka (između hinduizma i budizma), Kina (između konfučijanstva i budizma, u slučaju Tibeta; i Zapada u slučaju Hong Konga i Makaoa) i Filipini (između islama u slučaju Mindanaoa; Kine i Zapada), Sudan je takođe podeljen između islama i podsaharske Afrike; ova podela je formalno rascepljena u julu 2011.godine praćena ogromnim glasanjem za nezavisnost od strane Južnog Sudana na referendumu u januaru 2011.godine.

## Hantingtonova teza o sukobu civilizacija
Hantington tvrdi da trendovi globalnog konflikta nakon završetka Hladnog rata, se povećano javljaju u ovim civilizacijskim podelama. Ratovi kao oni koji prate raspad Jugoslavije, u Čečeniji, i između Indije i Pakistana su bili navedeni kao dokaz konflikta između civilizacija. On takođe tvrdi da je široko rasprostranjeno zapadnjačko verovanje u univerzalnost zapadnih vrednosti i političkih sistema naivno i da je nastavilo zahtevanje demokratizacije i takvih „univerzalnih“ normi koje će samo dalje izazivati neprijateljstvo drugih civilizacija. Hantington vidi Zapad kao nevoljnog da prihvati ovo zato što je to izgradilo međunarodni sistem, izdao svoje zakone, i dao materiju u formiranju Ujedinjenih nacija.
Hantington identifikuje veliku promenu u ekonomiji, vojsci, i političkoj moći od Zapada ka drugim civilizacijama sveta, najznačajnije je ono što on identifikuje kao dva „izazivača civilizacije“, Kina i Islam.
Prema Hantingtonovom pogledu, istočnoazijska civilizacija, Kina, kulturno potvrđuje sebe i svoje vrednosti u odnosu na Zapad zbog svog brzog ekonomskog rasta. Posebno, on veruje da su kineski ciljevi da ponovo potvrde sebe kao regionalnu hegemoniju, i da će se druge države uklopiti sa Kinom zbog istorije hijerarhijske komandne strukture obuhvaćene u konfučijanskoj kineskoj civilizaciji, kao suprotstavljanje individualizmu i pluralizmu koji su vrednovani na Zapadu. Regionalne sile kao što su dve Koreje i Vijetnam će se pokoriti kineskim zahtevima i postati veća podrška Kini radije nego da joj se suprotstavljaju.
Prema tome Hantington veruje da uzdizanje Kine predstavlja jedan od najznačajnijih problema i najmoćniju dugoročnu pretnju Zapadu kao što se kinesko kulturno tvrđenje sukobljava sa američkom željom za manje regionalne hegemonije u istočnoj Aziji.
Hantington tvrdi da je islamska civilizacija doživela ogromnu eksploziju populacije koja podstiče nestabilnost i na granicama islama i u njegovoj unutrašnjosti, gde fundamentalistički pokreti postaju sve popularniji. Manifestacija onoga što on naziva „Islamska oživljavanja” uključuju Revoluciju u Iranu 1979.godine i Prvi Zalivski rat. Možda je najkontraverznija Hantingtonova tvrdnja koja je objavljena u članku „Spoljašnje afere” jeste „Islam ima krvave granice”. Hantington veruje da je ovo prava posledica nekoliko faktora, uključujući prethodno pomenutu muslimansku piramidu populacije i rast populacije i islamsku bliskost mnogim civilizacijama uključujući Kinesku, Hrišćansku, Zapadnu i Afričku.
Hantington vidi Islamsku civilizaciju kao potencijalnog saveznika Kini, koje imaju više revizionističkih ciljeva i zajedničkih sukoba sa drugim civilizacijama, posebno sa Zapadom. Posebno, on identifikuje zajedničke kineske i islamske interese u oblastima proliferacije oružja, ljudskih prava i demokratije koja se sukobljava sa onom na Zapadu, i oseća da su ove oblasti one u kojima će dve civilizacije sarađivati. 
Hantington tvrdi da su Rusija, Japan i Indija „civilizacije na ljuljaškama” I da mogu da favorizuju bilo koju stranu. Rusija se, na primer, sukobljava sa mnogim muslimanskim etničkim grupama na njenoj južnoj granici (kao što je Čečenija) ali, prema Hantigtonu-, sarađuje sa Iranom da izbegne dalje muslimansko-pravoslavno nasilje u južnoj Rusiji i da pomogne daljem protoku gasa. Hantigton tvrdi da se pojavljuje „kinesko-islamska povezanost” u kojoj će Kina najbliže sarađivati sa Iranom, Pakistanom i drugim državama da poboljša svoj međunarodni položaj.
Hantington takođe tvrdi da su konflikti civilizacije posebno preovlađujući „između muslimana i ne-muslimana” pokazujući „krvave granice” između islamske i ne-islamske civilizacije. Ovaj konflikt datira od kad i početni prodor islama u Evropi, njegovog krajnjeg proterivanja u Iberijskom ponovnom osvajanju, napadi Turaka Otomana u istočnoj Evropi i Beču, i evropske imperijske podele od islamskih nacija 1800-im I 1900-im.
Hantington takođe veruje da su neki od faktora koji doprinose ovom konfliktu i hrišćanstvo (na koje je zasnovana zapadna civilizacija) i islam: 
- Misionarske religije, koje zahtevaju preobražaj drugih.
- Univerzalne, „sve li ništa” religije, u smislu da obe strane veruju da je njihova vera ona ispravna.
- Teleološke religije, to je, da njihove vrednosti i verovanja predstavljaju ciljeve egzistencije i svrhe u ljudskom postojanju.

Hantigton piše da su više skorijih faktora koji doprinose zapadno-islamskom sukobu, „islamska oživljavanja” i demografska eksplozija u islamu, zajedno sa vrednostima zapadnjačkog univerzalizma-pogled da sve civilizacije treba da usvoje zapadnjačke vrednosti- što revoltira islamske fundamentaliste. Svi ovi kombinovani istorijski i moderni faktori, koje je Hantington kratko opisao u svom članku „Spoljašnje afere” i mnogo detaljnije u svojoj knjizi 1996. godine, bi mogli dovesti do krvavog sukoba između islamske i zapadne civilizacije. Politička partija Hizb ut-Tahrir takođe ponavlja Hantingtonove stavove u njihovoj objavljenoj knjizi, „Neizbežnost sukoba civilizacija”.
Zašto će se civilizacije sukobljavati
Hantington navodi 6 objašnjenja zašto će se civilizacije sukobljavati:
1. Razlike između civilizacija su previše jednostavne jer se civilizacije međusobno razlikuju po istoriji, jeziku, kulturi, tradiciji, i najvažnije, religiji. Njihove fundamentalne razlike su proizvod vekova i temelj različitih civilizacija što znači da neće nestati skorije.
2. Svet postaje manje mesto kao rezultat toga interakcije u celom svetu se povećavaju što pojačava „svest civilizacija” i svesnost različitosti između civilizacija i sličnosti unutar civilizacija.
3. Usled ekonomske modernizacije i društvene promene ljudi su odvojeni od dugogodišnjih lokalnih identiteta. Umesto toga, religija je zamenila ovaj jaz, što pruža osnovu za identitet i odanost koja prevazilazi nacionalne granice I povezuje civilizacije.
4. Rast svesti civilizacija je pojačana dvostrukom ulogom zabrane. Sa jedne strane, Zapad je na vrhuncu moći. U isto vreme fenomen povratka korenima se dešava između nezapadnih civilizacija. Zapad na vrhuncu svoje moći se suočava sa nezapadnim zemljama koje sve više imaju želju, volju i resurse da oblikuju svet na nezapadne načine.
5. Kulturne karakteristike i razlike su manje promenljive i prema tome teže se kompromituju i rešavaju od političkih i ekonomskih.
6. Ekonomski regionalizam se povećava. Uspešni ekonomski regionalizam će ojačati svest civilizacija. Ekonomski regionalizam može uspeti samo kada je ukorenjen u zajedničkoj civilizaciji.

## Zapad protiv ostalih
Hantington sugeriše da u budućnosti osovina svetske politike ima tendenciju sukoba između Zapadnih i nezapadnih civilizacija, u frazi Stjuarta Hala, između „Zapada i ostalih”.
On nudi tri forme glavnih akcija koje nezapadne civilizacije mogu da preuzmu u odgovoru Zapadnim zemljama:
1. Nezapadne zemlje mogu pokušati da postignu izolaciju kako bi očuvale svoje vrednosti i zaštitile se od zapadne invazije. Takođe, Hantington tvrdi da su troškovi akcija visoki i da ih samo neke države mogu priuštiti.
2. Prema teoriji „uklapanja”, nezapadne zemlje mogu se pridružiti i prihvatiti zapadne vrednosti.
3. Nezapadne zemlje mogu uložiti napor da uravnoteže zapadnu moć putem modernizacije. One mogu razviti ekonomsku, vojnu moć i da sarađuju sa ostalim nezapadnim zemljama protiv Zapadnih dok i dalje čuvaju svoje vlastite vrednoti i institucije. Hantington veruje da povećanje moći nezapadnih civilizacija u međunarodnom društvu može učiniti da Zapad počne da razvija bolje razumevanje kulturnih osnova drugih civilizacija. Prema tome, Zapadne civilizacije će prestati da se smatraju univerzalnim, ali druge civilizacije naučiće da koegzistiraju i da se udružuju kako bi oblikovali budući svet.

## Supersile i konflikti linije greške
Prema Hantingonovom gledištu, unutarcivilizacijski konflikti manifestuju se u dve forme: konflikti linije greške i konflikti supersile.
Konflikti linije greške se na lokalnom nivou dešavaju između susednih država koje pripadaju različitim civilizacijama ili unutar država koje su dom populacijama različitih civilizacija.
Konflikti supersila su na globalnom nivou između vodećih država različitih civilizacija. Konflikti supersila se mogu pojaviti izvan linije grešaka konflikata kada se supersile umešaju.
Ovi konflikti mogu biti rezultat brojnih uzroka, kao na primer: odnos snaga ili moći (militarizacije ili ekonomije), diskriminacija protiv ljudi iz različitih civilizacija, intervencije radi zaštite srodstva u različitim civilizacijama ili različitih vrednosti i kultura.

## Modernizacija, prilagođavanje Zapadnoj kulturi i „rascepljene zemlje”
Kritike Hantingtonovih ideja se često proširuju na tradicionalne kulture i unutrašnje reforme koje bi želele da se modernizuju bez usvajanja vrednosti i stavova iz Zapadne kulture. Ove kritike ponekad tvrde da je neophodno da se u velikoj meri poprime Zapadnu kulturu kako bi se modernizovali i smanjili tenziju sa Zapadom.
Japan, Kina i Četiri Azijska Tigra su se modernizovali u mnogim aspektima ali su zadržali svoju tradiciju i autoritarna društva, i to ih razlikuje od Zapada. Neke od ovih zemalja su se sukobile sa Zapadom, a neke nisu.
Možda je ekstreman primer odstupanja od Zapadnjačke modernizacije Rusija, supersila ortodoksne civilizacije. Hantington tvrdi da Rusija primarno nije Zapadnjačka država, iako smatra da se slaže da sa modernism Zapadom deli značajnu količinu kulturnog porekla. Prema Hantingtonu, Zapad se razlikuje od pravoslavnih zemalja po iskustvu o renesansi, reformaciji i prosvetiteljstvu; po prekomorskoj kolonizaciji više nego po graničnoj ekspanziji kolonijalizma; i po ulivanju klasične kulture kroz Antičku Grčku više nego kontinuiranu putanju Vizantije.
Hantington misli na države koje traže da se udruže sa drugom civilizacijom kao rascepljene države. Turska čije se političko vođstvo sistematično trudi da njihova država poprimi Zapadnu kulturu od 1920-ih godina je glavni primer. Turska istorija kultura i tradicija su izvedeni iz islamske civilizacije ali turska elita počevši od Mustafe Kemala Ataturka koji je preuzeo vođstvo 1923. godine kao prvi predsednik, nametnuo je zapadnjačke institucije i način oblačenja, prihvatio latinicu, pridružio se NATO-u i trudio da se priključi Evropskoj Uniji.
Meksiko i Rusija se takođe smatraju za rascepljene države prema Hantingtonu. On takođe daje primer Australije kao države koja je u rascepu između nasleđa Zapadne civilizacije i svog rastućeg ekonomskog angažmana sa Azijom.
Prema Hantingtonu, država u rascepu mora da ima tri zahteva kako bi mogla da redefiniše svoj civilizacijski identitet. Politička i ekonomska elita mora da to podrži. Drugo, javnost mora da bude spremna da prihvati redefiniciju. Treće, elita civilizacije kojoj država teži da se pridruži mora da prihvati zemlju.
U knjizi se tvrdi da nijedna država u rascepu nije uspešno redefinisala svoj civilizacijski identitet, najviše zbog toga što elita iz „domaće” civilizacije nije želela da prihvati državu u rascepu, mada ako bi Turska zaradila članstvo u Evropskoj Uniji uočeno je da bi mnogi ljudi prihvatili Zapadnu kulturu o čemu govori citat ministra Evropske Unije Egemena Bagiša. Evropa treba da uradi sledeće: treba da kažu da kada Turka ispuni sve zahteve postaće članica Evropske Unije. Zatim ćemo ponovo pridobiti podršku turske javnosti u jednom danu. Ako se ovo desi, prema Hantingtonu ovo će biti prvi redefinisani civilizacijski identitet.

## Kritika
Hantingtona su kritikovali razni akademski pisci koji su ili empirijski, istorijski, logički ili ideologijski proveravali njegove tvrdnje.(Fox, 2005; Mungiu Pippidi & Mindruta, 2002; Henderson & Tucker, 2001; Russett, Oneal, & Cox, 2000; Harvey, 2000).
U jednom članku koji se izrazito odnosi na Hantingtona, učenjak Amartya Sen (1999) govori:
,,Raznovrsnost je karakteristika mnogih kultura u svetu. Zapadna kultura nije izuzetak. Vršenje demokratije, koja se izborila u modernom Zapadu je većinom rezultat konsenzusa koji je izbio nakon prosvetiteljstva i industrijske revolucije, a delimično i u prošlom veku. Da se u ovome čita o istorijskoj posvećenosti Zapada, više od milenijuma, demokratiji, a zatim ih uporediti sa nezapadnom tradicijom (tretirajući svaku kao monolitnu) bi bila velika greška.’’‍:16
U svojoj knjizi iz 2005. godine „Teror i liberalizam”, Pol Berman govori da jasne kulturne granice ne postoje danas. Govori da ne postoje ni Islamska civilizacija ni Zapadna civilizacija i da dokaz o sukobu civilizacija nije uverljiv, pogotovu kada uzmemo u razmatranje vezu koju imaju SAD i Saudijska Arabija. Zatim, on citira činjenicu da mnogi islamski ekstremisti konflikti nastaju zbog filozofskih verovanja koje različite grupe dele (ili ne dele), bez obzira na kulturni i verski identitet.
Timoti Garton Eš se suprotstavlja „ekstremnom kulturnom determinizmu…banalnom do te mere da postaje parodija” Hantingtonove ideje da se katolička i protestantska Evropa kreću ka demokratiji, a da pravoslavni hrišćani i islamska Evropa moraju da prihvate diktaturu.
Edvard Sed je odgovorio na Hantingtonovu tezu u svom članku 2001. „Sukob neznanja”. Sed govori da je Hantingtonova kategorizacija sveta popravljenih civilizacija izostavlja dinamičnu međuzavisnost i interakciju culture. Dugogodišnja kritika Hantingtonove paradigme i otvoreni predlagač arapskih problema, Edvard Sed (2004) takođe tvrdi da teza o sukobu civilizacija predstavlja primer „najčistijeg zlobnog rasizma, vrsta parodije Hitlerovske nauke danas usmerene protiv Arapa i muslimana”(p. 293).
Noam Čomski je kritikovao koncept sukoba civilizacija kao novo opravdanje za SAD „za sva zverstva koja su nameravali da sprovedu”, što je bilo zahtevano nakon Hladnog rata kad Sovjetski Savez više nije predstavljao značajnu pretnju.

## Suprotni koncepti
Poslednjih godina, teorija „dijaloga između civilizacija”, odgovor Hantingtonovom „sukobu civilizacija” dospeo je u centar međunarodne pažnje. Koncept je originalno osmišljen od strane austrijskog filozofa Hansa Kolera u delu o kulturnom identitetu(1972). U pismu UNESKO-u, Koler je ranije predložio da kulturalna organizacija Ujedinjenih nacija treba da se pobrine o problem „dijaloga između različitih civilizacija”. Iranski predsednik Muhamed Katami predstavio je 2001. godine koncept na globalnom nivou. Na njegovu inicijativu, Ujedinjene nacije su proglasile 2001. godinu kao „godinu dijaloga između civilizacija”.
Inicijativa saveza civilizacija je bila predložena na 59. Generalnoj skupštini Ujedinjenih nacija, 2005. godine, od strane španskog premijera, Hose Luiza Rodrigeza Zapatera i koju je sponzorisao turski premijer Redžep Tajip Erdogan. Inicijativa je podrazumevala da se galvanizuju kolektivne akcije kroz različita društva u borbi protiv ekstremizma, da se prevaziđu kulturalne i društvene barijere uglavnom između Zapada i pretežno muslimanskog sveta, i da se smanje tenzije i polarizacija između društava koji se razlikuju u religijskim i kulturalnim vrednostima.
Girt Vilders, holandski političar najpoznatiji po njegovoj intenzivnoj kritici islama, izjavio je u nekoliko prilika da postoji sukob između zapadnjačke civilizacije i varvarizma, ukazujući na islam.

## Središnji region
Hantingtonov geopolitički model, posebno struktura Severne Afrike i Evroazije, je u velikoj meri izveden iz geopolitičkog modela „Središnji region”, koji je prvi formulisao Dimitri Kitsikisi objavio 1978. godine. Središnji region koji se prostire na Jadranskom moru i reci Indus nije ni Zapadni ni Istočni (bar u pogledu Dalekog istoka) ali se smatra posebnim.
Što se tiče ovog regiona, Hantington polazi od Kitsikisa tvrdeći da civilizacijska greška linije postoji između dve dominantne već drugačije religije (Istočna Pravoslavna crkva i Sunizam), dakle dinamični ili eksterni konflikt. Međutim, Kitsikis uspostavlja integrisanu civilizaciju obuhvativši obe civilizacije zajedno sa onim koje pripadaju manje dominantnim religijama Šiizma, Alveizma i Judaizma. Oni imaju set zajedničkih kulturnih, socijalnih, ekonomskih i političkih shvatanja i normi koje se radikalno razlikuju od onih na Zapadu i Dalekom istoku. U srednjoj regiji se zato ne može govoriti o sukobu civilizacija ili spoljnom konfliktu, već o unutrašnjim sukobima, i to ne zbog kulturne dominacije već zbog političkog uspeha. Ovo je bilo uspešno demonstrirano pri dokumentovanju uspona hrišćanstva iz Rimskog carstva, uspona Islamskih kalifata i usponu Otomanske vlasti iz Islamskih kalifata i hrišćanskog Rimskog carstva.

## Spoljašnje veze
- "The Clash of Civilizations?" – Full text of the original essay from Foreign Affairs 1993
- "The Clash of Civilizations?"
- "If Not Civilizations, What? Samuel Huntington Responds to His Critics", Foreign Affairs, November/December 1993 (full text)
- The Clash of Ignorance Архивирано на веб-сајту  (30. октобар 2009) Professor Edward Said's critique of Huntington's 'Clash of Civilizations' theory.
- "Your New Enemies" by Said Shirazi, a leftist critique of Huntington.
- Wars of Civilizations and Why Huntington's theory appeals to the Western Mind by Jonathan Power
- Mahmoud Kashefi: [The "Arab Spring" and its Theoretical Significance: "The Clash of Civilizations Revisited"][мртва веза]
- Nikolaos A. Denaxas,. The clash of civilizations according to Samuel Huntington – Orthodox criticism.. 2008. (in Greek)